# Даніель Конгре
Даніель Конгре (фр. Daniel Congré, нар. 5 квітня 1985, Тулуза, Франція) — францущький футболіст, центральний захисник клубу «Діжон».

## Ігрова кар'єра

### Клубна
Даніель Конгре є вихованцем футбольної школи клубу «Тулуза» зі свого рідного міста. Першу гру на професійному рівні футболіст провів у листопаді 2004 року. Майже два сезони з 2006 по 2008 роки футболіст змушений був пропустити через важку травму стопи. До гри Конгре повернувся вже в ході сезону 2008/09. Тоді ж він підписав новий контракт з клубом до 2014 року.
Та влітку 2012 року Конгре погодився на перехід до клубу «Монпельє», де грав до 2021 року і провів три сотні офіційний матчів.
У липні 2021 року Даніель Конгре як вільний агент приєднався до клубу «Діжон», з яким підписав дворічний контракт.

### Збірна
Даніель Конгре народився у родині вихідців з Мартиніки та в період з 2004 по 2007 роки виступав у складі молодіжної збірної Франції.